# Avelar Brandão Vilela
Avelar Brandão Vilela (Viçosa, 13 giugno 1912 – Salvador, 19 dicembre 1986) è stato un cardinale e arcivescovo cattolico brasiliano, arcivescovo di São Salvador da Bahia e primate del Brasile.

## Biografia
Nacque a Viçosa, in Brasile, il 13 giugno 1912 e fu ordinato sacerdote il 27 ottobre 1935.
Fu vescovo di Petrolina dal 1946 al 1955 e arcivescovo di Teresina dal 1955 al 1971.
Fu promosso arcivescovo di San Salvador di Bahia dal 1971 al 1986.
Papa Paolo VI lo elevò al rango di cardinale nel concistoro del 5 marzo 1973.
Morì il 19 dicembre 1986 all'età di 74 anni e venne sepolto nella cattedrale della Trasfigurazione del Signore.

## Genealogia episcopale e successione apostolica
La genealogia episcopale è:
- Cardinale Scipione Rebiba
- Cardinale Giulio Antonio Santori
- Cardinale Girolamo Bernerio, O.P.
- Arcivescovo Galeazzo Sanvitale
- Cardinale Ludovico Ludovisi
- Cardinale Luigi Caetani
- Cardinale Ulderico Carpegna
- Cardinale Paluzzo Paluzzi Altieri degli Albertoni
- Papa Benedetto XIII
- Papa Benedetto XIV
- Papa Clemente XIII
- Cardinale Marcantonio Colonna
- Cardinale Giacinto Sigismondo Gerdil, B.
- Cardinale Giulio Maria della Somaglia
- Cardinale Carlo Odescalchi, S.I.
- Cardinale Costantino Patrizi Naro
- Cardinale Lucido Maria Parocchi
- Arcivescovo Adauctus Aurélio de Miranda Henriques
- Vescovo José Tomas Gomes da Silva
- Cardinale Avelar Brandão Vilela

La successione apostolica è:
- Vescovo Cristiano Jakob Krapf (1979)
- Vescovo Ângelo Domingos Salvador, O.F.M.Cap. (1981)
- Vescovo Carlos José Boaventura Kloppenburg, O.F.M. (1982)
- Arcivescovo Aloysio José Leal Penna, S.I. (1984)